# Dihydrure de plutonium
Le dihydrure de plutonium est un composé chimique de formule PuH2. C'est, avec le trihydrure de plutonium PuH3, l'un des deux hydrures de plutonium caractérisés à ce jour. Il s'agit d'un composé non stœchiométrique dont la composition va de PuH2 à PuH2,7, avec même des formes métastables jusqu'à PuH3.
PuH2 est un solide cristallisant dans une maille cubique. Il se forme facilement à partir de plutonium et d'hydrogène :
 Pu + H2 → PuH2. 
La réaction du plutonium métallique entre 200 et 350 °C dans l'air humide a montré la formation de PuH2 sur la surface avec de l'oxyde de plutonium(III) Pu2O3, de l'oxyde de plutonium(IV) PuO2 et un oxyde supérieur identifié par diffractométrie de rayons X et spectroscopie photoélectronique de rayons X comme étant la phase mixte PuO2•xPO3 autrement écrite PuIV3−xPuVIxO6+x.
L'étude de la réaction conduite à sec suggère que l'hydrogène adsorbé catalyse l'oxydation d'une fraction du PuO2 en PuO3.